# Seven Psalms
Seven Psalms è il quindicesimo album in studio da solista del musicista americano Paul Simon. È stato pubblicato il 19 maggio 2023 tramite Owl Records e Legacy Recordings. L'album è stato concepito come un pezzo in sette parti da ascoltare nella sua interezza, ed è una performance completamente acustica.
L'album è il primo di Simon da In the Blue Light (2018) e il suo primo nuovo materiale da Stranger to Stranger (2016). Gli ospiti dell'album includono Wynton Marsalis e la moglie di Simon, Edie Brickell.
Simon ha affermato che l'idea per l'album gli è venuta in sogno e che si sarebbe svegliato tra le 3:00 e le 5:30 del mattino. Avrebbe impiegato due o tre sere a settimana per scrivere testi per il progetto. L'ispirazione principale per l'album è stata il Libro dei Salmi.[5] La copertina dell'album è stata presa da Two Owls di Thomas Moran. L'album non è suddiviso in singole canzoni, ma è pensato per essere consumato come un pezzo lungo. Le sue incarnazioni digitali mantengono intatta questa sequenza e le copie dei CD non sono indicizzate individualmente.
Il 12 aprile 2023, Simon ha pubblicato un video "trailer" su YouTube annunciando l'album e spiegandone il suo contesto.

## Recensioni
Seven Psalms ha ricevuto recensioni positive dalla critica musicale contemporanea. Poppie Platt al The Telegraph ha soprannominato lo sforzo "una finestra semichiusa nel mondo dell'uomo dietro alcune delle canzoni più famose del mondo. Se solo Simon aprisse la finestra leggermente più ampia, ci si sentirebbe più soddisfatti". Stephen Thomas Erlewine di AllMusic lo ha trovato continuamente rivelatore: "All'inizio, il disco può sembrare una poesia sinfonica, una meditazione sulla mortalità e sulla spiritualità, ma ogni ascolto successivo rivela un momento di grazia o intuizione che aiuta a tirare fuori l'intero progetto in rilievo".
È stato ampiamente paragonato agli ultimi album di grandi artisti tra cui Blackstar di David Bowie e You Want It Darker di Leonard Cohen.

## Tracce
1. The Lord

Love Is Like a Braid

My Professional Opinion

Your Forgiveness

Trail of Volcanoes

The Sacred Harp

Wait

Testi e musiche di Paul Simon.
Durata: 33:02.